# Pulitzer-Preis 1999
Der Pulitzer-Preis 1999 war die 83. Verleihung des US-amerikanischen Literaturpreises. Die Jury bestand aus 19 Personen unter dem Vorsitz von James V. Risser und Walter Rugaber. Das „Pulitzer Prize Board“ vergab Preise für Arbeiten, die während des Kalenderjahres 1998 entstanden waren.

## Bereich Journalismus(Journalism)
| Kategorie                                                  | Preisträger                                                 | Begründung |
| ---------------------------------------------------------- | ----------------------------------------------------------- | --- |
| Aktuelle Berichterstattung (Breaking News Reporting)       | Mitarbeiter von The Hartford Courant                        | Preis verliehen für die klare und detaillierte Berichterstattung über einen Amoklauf, bei dem ein Mitarbeiter der Connecticut Lottery vier Vorgesetzte und dann sich selbst tötete. |
| Dienst an der Öffentlichkeit (Public Service)              | The Washington Post                                         | Preis verliehen für ihre Serie, die Muster draufgängerischer Schießereien durch Stadtpolizisten identifiziert und analysiert, die kaum ausgebildet oder kontrolliert waren. |
| Investigativer Journalismus (Investigative Reporting)      | Mitarbeiter von The Miami Herald                            | Preis verliehen für ihre ausführliche Berichterstattung, die weit verbreiteten Wahlbetrug bei der Bürgermeisterwahl einer Stadt aufdeckte, die zur Wahlwiederholung führte. |
| Hintergrundberichterstattung (Explanatory Journalism)      | Richard Read von The Oregonian                              | Preis verliehen für die plastische Veranschaulichung der inländischen Auswirkungen der asiatischen Wirtschaftskrise, indem er die lokale Industrie porträtiert, die gefrorene Pommes frites exportiert. |
| Beat Reporting (Specialized Reporting)                     | Chuck Philips und Michael A. Hiltzik von Los Angeles Times  | Preis verliehen für ihre Berichte über Korruption in der Unterhaltungsindustrie, darunter eine von der National Academy of Recording Arts and Sciences gesponserte angebliche Wohltätigkeitsveranstaltung, illegale Entgiftungsprogramme für wohlhabende Prominente und ein Wiederaufleben von Payola im Radio. |
| Kritik (Criticism)                                         | Blair Kamin von Chicago Tribune                             | Preis verliehen für seine klare Berichterstattung über die Stadtarchitektur, einschließlich einer einflussreichen Serie, die die Entwicklung des Seeufergebiets von Chicago unterstützt. |
| Karikatur (Editorial Cartooning)                           | David Horsey vom Seattle Post-Intelligencer                 | |
| Leitartikel (Editorial Writing)                            | Redaktion der New York Daily News                           | Preis verliehen für seine wirksame Kampagne zur Rettung des Apollo Theaters in Harlem vor finanziellem Missmanagement, die das Überleben des Wahrzeichens bedrohte. |
| Kommentar (Commentary)                                     | Maureen Dowd von The New York Times                         | Preis verliehen für ihre frischen und aufschlussreichen Kolumnen über die Auswirkungen der Affäre von Präsident Clinton mit Monica Lewinsky. |
| Auslandsberichterstattung (International Reporting)        | Mitarbeiter von The Wall Street Journal                     | Preis verliehen für seine ausführliche, analytische Berichterstattung über die russische Finanzkrise von 1998. |
| Berichterstattung im Inland (National Reporting)           | Mitarbeiter von The New York Times, insbesondere Jeff Gerth | Preis verliehen für eine Reihe von Artikeln, in denen der Verkauf amerikanischer Technologie durch Unternehmen an China mit Genehmigung der US-Regierung trotz nationaler Sicherheitsrisiken offengelegt wurde, was zu Untersuchungen und erheblichen Änderungen der Politik führte.                            |
| Feature Writing (Feature Writing)                          | Angelo B. Henderson von The Wall Street Journal             | Preis verliehen für sein Porträt eines Drogisten, der durch seine Begegnungen mit bewaffneten Raubüberfällen zur Gewalt getrieben wird und die nachhaltigen Auswirkungen von Kriminalität veranschaulicht. |
| Aktuelle Fotoberichterstattung (Breaking News Photography) | Mitarbeiter von Associated Press                            | Preis verliehen Preis verliehen für sein Bilderportfolio nach den Bombenanschlägen auf die Botschaften in Kenia und Tansania, das sowohl den Schrecken als auch die Menschlichkeit veranschaulicht, die das Ereignis auslöste.                                                                                  |
| Feature-Fotoberichterstattung (Feature Photography)        | Mitarbeiter von Associated Press                            | Preis verliehen für seine beeindruckende Sammlung von Fotos der Hauptakteure und Ereignisse im Zusammenhang mit der Affäre von Präsident Clinton mit Monica Lewinsky und den darauffolgenden Anhörungen zum Amtsenthebungsverfahren.                                                                            |

## Bereich Literatur, Theater und Musik(Books, Drama & Music)
| Kategorie                                                   | Preisträger |
| ----------------------------------------------------------- | --- |
| Geschichte (History)                                        | Gotham: A History of New York City to 1898 von Edwin G. Burrows und Mike Wallace (Oxford University Press) |
| Belletristik (Fiction)                                      | The Hours (deutscher Titel: Die Stunden) von Michael Cunningham (Farrar, Straus & Giroux) |
| Sachbuch (General Nonfiction)                               | Annals of the Former World von John McPhee (Farrar) |
| Musik (Music)                                               | Concerto for Flute, Strings and Percussion von Melinda Wagner (Theodore Presser Company) Uraufgeführt am 30. Mai 1998 in Purchasevdurch das Westchester Philharmonic und im Auftrag dieses Orchesters für Paul Lustig Dunkel. |
| Dichtung (Poetry)                                           | Blizzard of One von Mark Strand (Alfred A. Knopf) |
| Theater (Drama)                                             | Wit von Margaret Edson (Faber and Faber) |
| Biographie oder Autobiographie (Biography or Autobiography) | Lindbergh von A. Scott Berg (G.P. Putnam’s Sons) |

## Sonderpreise (Special Citations)
| Kategorie | Preisträger    | Begründung |
| --------- | -------------- | --- |
| Musik     | Duke Ellington | Posthum verliehen, anlässlich seines hundertsten Geburtstages. In Anerkennung seines musikalischen Genies, das die Prinzipien der Demokratie durch das Medium Jazz ästhetisch beschwor und so einen unauslöschlichen Beitrag zu Kunst und Kultur leistete. |